# 英國電視學院獎最佳男主角獎
英國電影學院電視獎最佳男演員這是一個列表列出歷年的獲獎者和提名者，最初是一項“個人榮譽”，不限於特定的表演，1962年，魯珀特·戴維斯憑藉在梅格雷所指導的電視劇下獲獎。1970年至今，除獲勝者之外，還宣布了提名人選。2010年，開始“演員”類別分為“主角演員”和“配角演員”。